# Набережный (Иркутская область)
Набережный — посёлок в Усольском районе Иркутской области России. Входит в Железнодорожное муниципальное образование.

## География
Расположен примерно в 26 километрах от райцентра в 1,5 км от станции ВСЖД Китой на реке Китой.

### Внутреннее деление
Село состоит из 17 улиц:
- Автомобилистов
- Железнодорожная ул.
- Железнодорожный 1-й пер.
- Железнодорожный 2-й пер.
- Зелёный пер.
- Красноармейская
- Лесная ул.
- Лесная 1-я ул.
- Лесной пер.
- Луговая
- Набережная
- Набережная 2-я
- Новая
- Новая 1-я
- Озёрная
- Полевая

Кроме того, в состав посёлка входит садоводческое товарищество Химик-2.

## Население
| 2002 | 2010 | 2011 | 2012 |
| ---- | ---- | ---- | ---- |
| 101  | ↗147 | →147 | ↗163 |